# Конари-Кольонія
Конари-Кольонія (пол. Konary-Kolonia) — село в Польщі, у гміні Клімонтув Сандомирського повіту Свентокшиського воєводства.
Населення — 267 осіб (2011).
У 1975-1998 роках село належало до Тарнобжезького воєводства.

## Демографія
Демографічна структура на день 31 березня 2011 року:
|          | Загалом | Допрацездатний вік | Працездатний вік | Постпрацездатний вік |
| -------- | ------- | ------------------ | ---------------- | -------------------- |
| Чоловіки | 138     | 30                 | 90               | 18                   |
| Жінки    | 129     | 27                 | 69               | 33                   |
| Разом    | 267     | 57                 | 159              | 51                   |